# Kämpinge
Kämpinge är ett gammalt fiskeläge  på Söderslätt i Vellinge kommun beläget öster om Höllviken och Falsterbonäset och nordväst om Trelleborg. Kämpinge har med tiden vuxit ihop med och är en del av tätorten Höllviken.
Kämpinge består av villabebyggelse, med några enstaka bevarade fiskehoddor. Under lång tid har befolkningen i Skanör förankrat sina småbåtar i det lugna vattnet längs med Höllvikens strand. I södra delen av reservatet vid Kämpinge strandbad finns en klunga med så kallade fiskehoddor på stranden i Kämpinge. Fiskehoddorna och småbåtarna i viken används idag för fiske till husbehov. Som information kan nämnas att i Malmö var de kvarvarande yrkesfiskarnas hoddor hotade av nerläggning. Därför donerade de sina hoddor till Malmö museum på 1950-talet. Fiskehoddorna i Malmö är kulturminnesmärkta marknadsstånd vid Malmöhus och Malmö Museer, där det bedrivs fiskeförsäljning. I Malmö stadsbild var fiskehoddor förr en välbekant del.
I Kämpinge i Höllviken finns bland annat ett bärnstensmuseum. I Bärnstensmuseet i Kämpinge får besökaren en inblick i bärnstenens historia. Här visas både permanenta och tillfälliga utställningar.

## Kämpinge strandbad
Kämpinge är en välbesökt badstrand i Höllviken och Kämpinge strandbad är också ett naturreservat i Vellinge kommun. Kämpinge strandbad ligger söder om Höllviken och sträcker sig längs med Kämpingebukten. Området är en del av ett naturreservat som sträcker sig längs med Falsterbokanalen och innefattar en gles tallskog. Området vid Kämpinge strandbad (naturreservat) är ett natur- och strandskyddat område. Kämpinge strandbad och Kämpinge badstrand är två olika namn för samma område. Det är alltså inte två separata platser utan två benämningar för samma strand och dess omgivande naturreservat, enligt Länsstyrelsen i Skåne. Det är vanligt att samma plats har flera namn. Det officiella namnet på naturreservatet är "Kämpinge strandbad", medan "Kämpinge badstrand" är ett mer informellt och folkligt namn för själva stranden. Den kilometerlånga kritvita sandstranden söder om Höllviken ingår tillsammans med området öster om Falsterbokanalen i naturreservatet Kämpinge strandbad. Längs med Kämpingebuktens populära badstrand breder ett sanddynslandskap och en gles tallskog ut sig. Mellan tallskogen och stranden står hundratals traditionella badhytter på rad. Badhytterna längs Kämpinge strandbad är kommunala och förvaltas och ägs av Vellinge kommun, det finns över 900 sådana badhytter. Det finns även fina möjligheter till vandring längs kusten samt cykling och utforskning av det öppna landskapet.

## Historia
Kämpinge finns för första gången nedtecknat år 1368, detta för att en borgare i byn ville att man i Lunds domkyrka årligen skulle hålla en mässa för honom och hans fru. Detta  då han skänkt en gårds resurser till nämnda domkyrka. I detta brev anges Kämpinge som tillhörande Stora Hammars socken, och är alltså nedtecknat innan Kämpinge hade en egen kyrka.
Ortnamnet Kämpinge tillhör de äldsta namnformerna och är tusen år gammalt eller mer. Det anses betyda kamp, klappersten, små rundade stenar.

### Kämpinge kyrka och församling
Kyrkan byggdes på 1400-talet, då byn tack vare sillafisket fått de ekonomiska resurser som krävdes för att bilda Kämpinge församling och bygga kyrkan. Då byn blev allt fattigare då sillfisket avtog förföll kyrkan, och blev begraven i flygsand. Kyrkan hade vid denna tid inte längre någon präst. Den siste hette Hans Nielson, var från Maglarps socken, och ska ständigt ha beklagat sig över Kämpingebornas kyrkliga ointresse. Danske kungen Kristian IV beslutade 5 november 1632 att kyrkan skulle rivas och när detta skett uppgick församlingen/socknen i Rängs församling.
Kyrkplatsen används idag för utomhusgudstjänster och dop. Kyrkklockan är bevarad och finns numera i Rängs kyrka.

## Kommunikationer
Kämpinge har direkt bussförbindelse med resten av Höllviken genom linje 152, och med Vellinge och Trelleborg genom linje 181.